# Luftunruhe
Als Luftunruhe wird eine andauernde Turbulenz der unteren Erdatmosphäre bezeichnet, die sich vor allem bei der Beobachtung von Himmelskörpern mit größeren Teleskopen störend bemerkbar macht. Daneben leiden auch optische Kommunikationsverbindungen zwischen Bodenstation und Weltraumsatellit unter den gleichen von der Atmosphäre verursachten optischen Turbulenzen.
In kalten Winternächten sind die optischen Auswirkungen der Luftunruhe freiäugig oft deutlich als „Funkeln der Sterne“ feststellbar.
Dabei funkeln Sterne nahe dem Horizont stärker als solche im Zenit, weil das Sternenlicht am Horizont einen wesentlich längeren Weg in der Atmosphäre durchlaufen muss als im Zenit und somit in Richtung Zenit weniger optische Störungen erfährt.
In der physikalischen Optik wird der Effekt des Funkelns als Szintillation bezeichnet.
Dazu kommt eine – meist nur im Fernrohr feststellbare – Bildbewegung des verwischten (im Englischen blurring genannt) Sternbildchens oder Sternfleckens. Dieses Hin- und Hertanzen findet im Bereich einiger Zehntelsekunden statt und kann in Extremfällen 5–7" (0,002°) erreichen.
Alle drei Effekte (Szintillation, Bildbewegung, Bildunschärfe) werden in der Astronomie unter dem Begriff Seeing zusammengefasst behandelt.

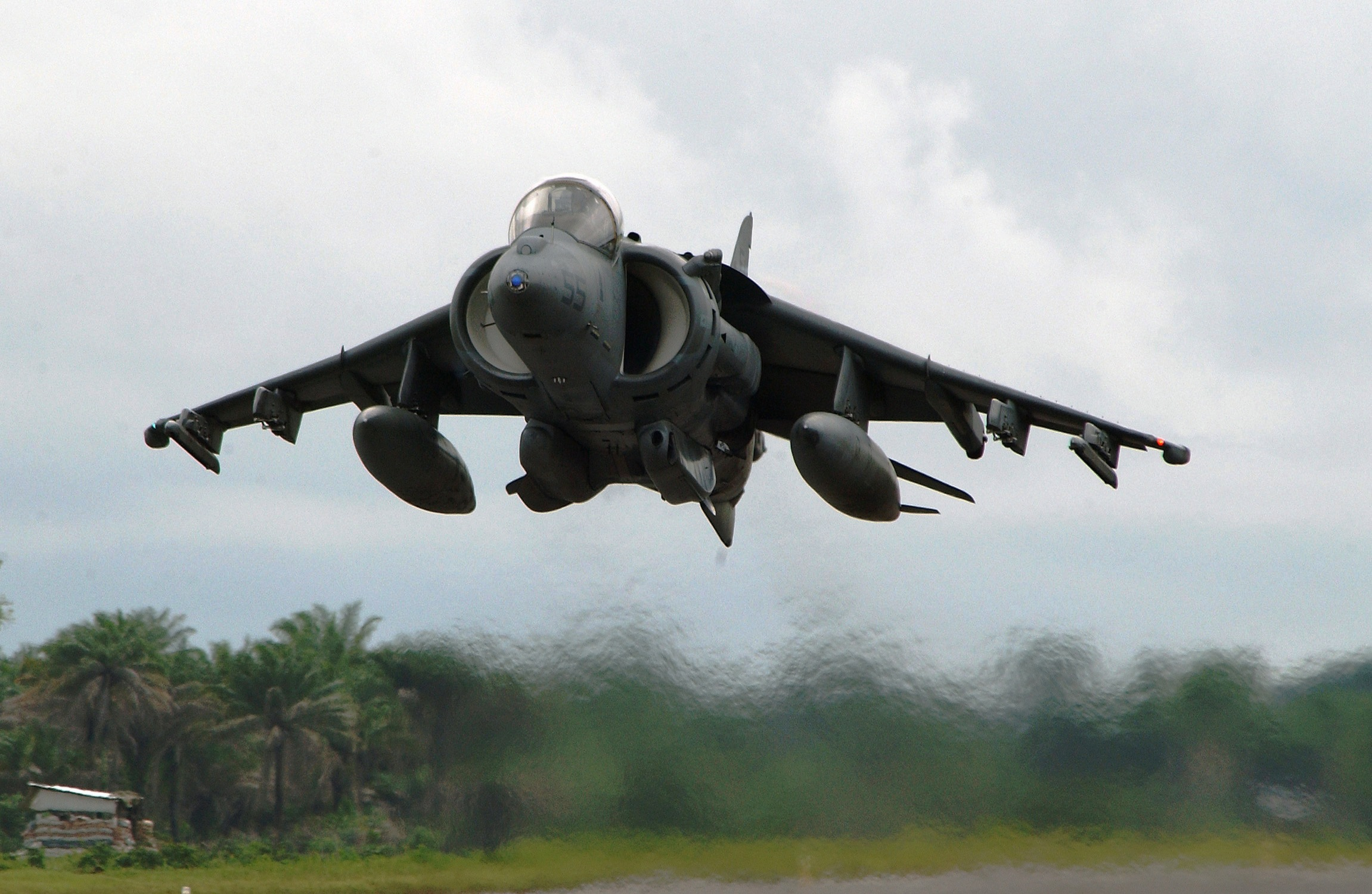
Extremfall künstlich erzeugter Luftunruhe: Im heißen, verdichtet nach unten gerichteten Abgasstrahl des Senkrechtstarters Harrier II verschwimmt der Hintergrund

Schlierenbildungen aufgrund von Aufheizung nennt man auch Hitzeflimmern. In der Fotografie tritt das Phänomen insbesondere bei Verwendung langer Brennweiten auf. So kann Bildunschärfe entstehen oder eigentlich gerade Kanten werden als Wellenlinien abgebildet. Ähnliche Effekte kommen häufig im Tunnelbau vor, wenn die Messlinie in Kurven knapp an der Tunnelwand entlangführen muss. Dies kann kleine Richtungsfehler im Bogensekundenbereich verursachen, welche der Markscheider als Seitenrefraktion bezeichnet.

## Ursachen
Die Luftunruhe entsteht in erster Linie durch Temperatur- und Druckdifferenzen in der Erdatmosphäre, die vor allem durch die ungleichmäßige Erwärmung der Erdoberfläche durch die Sonne entstehen. Durch Konvektion können laminare Strömungen, aber auch turbulente Wirbelstürme oder Jetstreams entstehen. Das turbulente Durchmischen der Atmosphäre verändert den Brechungsindex und somit direkt die optischen Eigenschaften der Atmosphäre.
Oft kommt es zu weiteren Störungen, wenn der Lichtstrahl – etwa in der Umgebung einer Sternwarte – zu knapp oberhalb oder seitlich eines wärmeren Objekts (Hausdach, Kamin, tagsüber erwärmte Felsen, Abwärme von Motoren usw.) vorbeistreicht. Auch der Sternwartenbau selbst kann Ursache einer kleinen Lichtablenkung oder eines Flimmerns sein, wenn die Kuppel und ihr Innenraum noch wärmer als die äußere Abendluft ist.

## Planeten ohne Flimmern
Bei freiäugiger Planetenbeobachtung ist im Gegensatz zu Sternen kaum ein Flimmern (Szintillation) zu sehen – was auch als Erkennungszeichen für Planeten dienen kann. Der Grund ist, dass Sterne aufgrund ihrer Entfernung zur Erde von mehr als 4 Lichtjahren nur sehr kleine Leuchtscheiben in Höhe der Tropopause erzeugen. Beispielsweise kann Beteigeuze mit einer Winkelausdehnung von ca. 50 Millibogensekunden in 10 km Höhe nur ein Bild (Leuchtscheibe) mit einem Durchmesser von wenigen Millimetern erzeugen. Das Auge kann auf diese Höhe nicht fokussieren, somit wird ein zylindrischer Strahl mit dem Durchmesser bestimmt durch die Größe der Pupille des Auges auf die Netzhaus geworfen. Bei Dunkelheit kann die Pupillenöffnung zwischen 4 mm und 9 mm liegen (siehe „das menschliche Auge in Zahlen“). Da das von der Erdatmosphäre erzeugte Szintillationsmuster im Millisekundentakt genau auf solchen Skalen, also im mm- bis cm-Bereich zwischen hell und dunkel variiert, ergibt sich für den Betrachter ein Funkeln der Sterne.
Beim Betrachten von Jupiter mit einer Ausdehnung von maximal ca. 45 Bogensekunden trifft dagegen ein kegelförmiger Lichtstrahl das Auge, der selbst in einer Höhe von 10 km (Tropopause) noch einer 2,25-m durchmessenden Leuchtscheibe entspricht. Dieses, in 10 km Höhe noch von der Atmosphäre weitgehend ungestörte, von Jupiter ausgeleuchtete Bild erzeugt am Ort der Beobachters ebenfalls ein Szintillationsmuster. Im Auge überlagern sich nun im Vergleich zum Sternbild in etwa 60.000 (bei 9 mm großer Augenpupille) bis 300.000 (bei 4 mm großer Augenpupille) Szintillationsmuster. Somit ist der Funkeleffekt deutlich reduziert und kaum noch feststellbar.
In der Regel kann der Mensch Objekte mit einer Winkelausdehnung kleiner als 60 Bogensekunden nur als Punkte ohne Ausdehnung wahrnehmen.